# Местни избори в България (1995)
Местните избори в България през 1995 година се провеждат в 255 общини в два тура - на 29 октомври и 12 ноември. Това са вторите демократични местни избори в българската история. Предишните общи избори за местни органи на властта в страната са проведени през 1991 г. За участие в изборите са регистрирани 64 партии и коалиции, като 32 партии съставят 10 коалиции, а 54 участват самостоятелно. От инициативни комитети са издигнати 239 независими кандидати за съветници и 1912 независими кандидати за кметове на общини, райони и кметства. Според окончателните резултати Коалиция „БСП, БЗНС „Ал. Стамболийски“, Политически клуб „Екогласност““ печели изборите в 194 общини, Коалиция „Съюз на демократичните сили (СДС) и Народен съюз (НС)“ - в 15, ДПС - 26, Български бизнес блок - в 2, БКП - в 1, независимите кандидати - в 17. Въпреки малкия брой общини СДС печели в градове като София, Варна, Пловдив, Габрово и Стара Загора.